# Forza Motorsport
Pour les articles homonymes, voir Forza.
 (juillet 2018).
Si vous disposez d'ouvrages ou d'articles de référence ou si vous connaissez des sites web de qualité traitant du thème abordé ici, merci de compléter l'article en donnant les références utiles à sa vérifiabilité et en les liant à la section « Notes et références ».
Forza Motorsport est un jeu vidéo de course développé par Turn 10 et édité par Microsoft Game Studios, sorti sur Xbox le 3 mai 2005 en Amérique du Nord, puis le 12 au Japon et le 13 en Europe. Le jeu s'est vendu à plus d'un million d'exemplaires.

## Système de jeu
Forza Motorsport présente assez peu d'automobiles au total par rapport à son concurrent de l'époque, Gran Turismo 4 (231 pour Forza contre plus de 700 pour GT4). Les concepteurs du jeu avaient en effet décidé de ne pas avoir la même exhaustivité que dans celui de la PlayStation 2, préférant privilégier notamment les autos puissantes aux voitures historiques ou aux voitures de série. Cela ne l'empêche néanmoins pas de contenir des voitures anciennes et des voitures visibles sur nos routes quotidiennement, mais en plus faible proportion que dans les Gran Turismo. L'interface est différente également : outre le fait que Gran Turismo et Forza Motorsport proposent tous deux un mode arcade et un mode axé sur la simulation, Forza propose deux caractéristiques : la possibilité de personnaliser complètement sa voiture et une gestion des dégâts poussée.
La gestion des dégâts est améliorée : rouler contre le rail de sécurité rayera la voiture (et la voiture laissera des traces de couleur sur le rail). Un choc contre le rail ou contre une autre voiture peut abîmer la voiture : des pièces comme le rétroviseur extérieur peuvent tomber, le pare-chocs pend. Les dégâts sont aussi internes, puisqu'un choc trop violent aura des conséquences sur le système de direction par exemple.

### Modes de jeu
Deux modes de jeu sont présents dans Forza Motorsport : le mode Arcade et le mode Carrière.

#### Mode Arcade
Le mode Arcade propose au joueur de participer à des courses à la suite, sans gain à la clé. Il est décomposé en 12 séries : il faut finir une série pour que la prochaine se débloque, les circuits augmentant en difficulté. Les séries comportent en moyenne trois courses, mais certaines peuvent en contenir deux ou quatre (la dernière série n'en comporte qu'une seule). Dans ce mode, le joueur a une liberté totale dans le choix de la voiture qu'il pilotera. Il peut soit choisir une voiture de son garage privé de carrière, soit choisir entre différentes classes (voir plus loin) que l'on retrouve dans les autres modes de jeu.

#### Mode Carrière
Le mode Carrière est le mode le plus important du jeu, c'est celui où le joueur bâtit sa carrière de pilote virtuel. Comme dans Gran Turismo, le joueur doit gagner des courses pour débloquer des crédits qui lui permettront d'acheter des voitures et des pièces de tuning. Le joueur commence avec un capital de 40000 crédits et il est lui imposé de choisir une zone géographique (Europe, Amérique du Nord ou Asie). Ce choix aura des répercussions sur sa carrière puisque les prix d'achat et de vente des voitures varieront (Une Japonaise sera moins chère en zone Asie qu'en zone Europe ou Amérique du Nord). L'évolution dans ce mode se mesure avec le pourcentage, mais aussi avec le niveaux : à force de gagner des crédits, le joueur augmente de niveau. Les premières courses ne nécessitent pas de niveau, mais on est rapidement confronté au niveau 5, au niveau 10, etc. À chaque fin de course, le joueur est informé sur le nombre de crédits qu'il lui reste avant de passer au prochain niveau. Lorsqu'un joueur augmente d'un niveau, il débloque un partenariat avec un constructeur ou un préparateur, ce qui lui permet ensuite de bénéficier de remises. Le « Mode Carrière » se présente comme suit :
- Passer à la course : comme son nom l'indique, c'est dans cette section, pour gagner des crédits et évoluer dans le jeu, que le joueur aura à choisir entre les types de courses suivant (les courses sont soumises à des conditions concernant le choix de la voiture. Le joueur est aidé car si sa voiture ne convient pas pour une course, il peut la choisir directement dans son garage parmi les voitures adéquates) :
  - Course en ligne : partie du mode carrière jouable sur le Xbox Live  (voir plus loin).
  - Sur section : ce groupe propose des courses "porte à porte", sur des portions de circuit ou des routes ouverte, il est accessible dès le premier niveau, mais il faut avoir atteint le niveau 25 pour espérer le boucler.
  - Amateur : ce sont des courses plutôt simples et peu restrictives, du niveau 0 au niveau 25.
  - Professionnel : des courses plus difficiles, avec plus de crédits à gagner, accessible à partir du niveau 10 et dont les courses s'échelonnent jusqu'au niveau 50.
  - Championnat : composé de plusieurs courses, les championnats permettent de gagner des points en fonction de la position à la fin de la course, les points s'additionnant au terme de chaque course. Le vainqueur du championnat est celui qui totalise la plus de points à la fin (pour remporter une voiture à la fin de la série, il faut gagner toutes les courses).
  - Endurance : accessible à partir du niveau 30, ce mode propose comme son nom l'indique des courses de longue durée, de plus le joueur doit gérer la consommation carburant et l'usure des pneumatiques (passage aux stands).
- Le garage : c'est dans cette section que le joueur gère tout ce qui concerne ses voitures. Il peut les visualiser, s'informer, les vendre, choisir laquelle il va piloter, effectuer des réglages et tester ceux-ci. Il peut également acheter des pièces (carrosserie, habitacle et moteur) et repeindre tout ou partie de sa voiture, en choisissant une nouvelle couleur dans une palette universelle (commune à toutes les marques). Enfin, le joueur à la possibilité d'appliquer des formes ou des logos et d'acheter des voitures d'un autre profil.
- Achat voiture : c'est ici que le joueur dépense la majeure partie de ses crédits gagnés en course. En effet, il peut faire son choix parmi les modèles de 43 constructeurs. Certains modèles se débloquent grâce au niveau où à la victoire de certaines épreuves.
- Entraîner Drivatar : le Drivatar est un pilote « alternatif » qui pilote à la place du joueur tandis que ce dernier observe le déroulement de la course. C'est un mode similaire au "B-Spec" de Gran Turismo. Pour mériter un bon Drivatar, le joueur doit l'entraîner à prendre des courbes et des virages sur différents circuits avec des automobiles différentes. Le Drivatar aura du mal à prendre les types de courbe que le joueur a du mal à prendre, et ainsi de suite.
- Choisir difficulté : contrairement à la plupart des autres jeux où la difficulté est axée sur le triptyque facile/intermédiaire/difficile, Forza Motorsport propose une difficulté modulable point par point. Par exemple, on peut choisir une IA très intelligente mais une voiture sans dégâts. La manière dont la difficulté est réglée interagit sur les crédits que gagnent le joueur. Plus il y a de difficulté, plus le joueur gagne de crédit après la course, et inversement.
- Multijoueur : le mode multijoueur peut se jouer en écran partagé, sur le Xbox Live ou encore avec un câble link et deux consoles ainsi reliées. Sur le Xbox Live, en plus des modes classiques (course rapide et personnalisée), un mode carrière en ligne lié au mode carrière normal (gains et voitures personnalisées) est disponible ainsi qu'un tableau des scores basé sur le réseau entier. Enfin il est possible de créer ou de joindre un club (groupe de joueurs).
- Contre la montre : le joueur est soumis aux mêmes conditions qu'en Arcade, à l'exception que tous les circuits sont accessibles tout de suite, et que la voiture est imposée. Le but est de battre un temps au tour donné avec une voiture imposée.
- Course libre : ce mode permet au joueur de s'entraîner à la conduite (choix de la voiture libre) et d'apprendre les circuits. Tout cela à travers trois sous-modes :
  - Meilleur tour : le joueur doit simplement essayer de faire son meilleur temps au tour possible sur un circuit de son choix, sachant que le nombre de tour est illimité.
  - Autocross : sur des circuits spéciaux, le but est ne pas toucher les cônes qui forment le parcours, ni de manquer les portes formées par ceux-ci.
- Sur section : le principe est le même qu'en mode « Meilleur tour », sauf qu'à la place des circuits, le joueur peut choisir une section de circuit ou une route ouverte.

### Classes
Les voitures sont classés en 6 classes différentes (le fait d'améliorer une voiture peut la faire monter de classe) :
- D : c'est la classe des voitures petites ou compactes, des voitures "normales" en quelque sorte, type Honda Civic, Peugeot 206...
- C : elle regroupe des voitures plus puissantes, essentiellement des berlines ou des coupés, comme la Audi S4 ou la Pontiac GTO, avec déjà quelques voitures rares, comme la Lotus Elise, la Porsche 944 Turbo.
- B : elle est composée de voitures de sport, type Audi RS6, Ford Mustang GT, Mazda RX-7.
- A : ce sont des voitures de sport de haute performance, telles la Ferrari GTO, la Porsche 911 GT3 ou la Dodge Viper.
- S : ce sont des supercars, comme la Ferrari Enzo, ou la Saleen S7.
- R : ce sont des voitures de course de divers type, partagées en sous-modes, qui augmentent avec la puissance et la rareté des autos :
  - GT, avec des voitures de type supertourisme (Volvo #24 At-Speed Motorsports S60 R, Volvo S60 R préparée pour le SPEED World Challenge).
  - GTR, avec des voitures de course plus puissantes que les supertourisme (Saleen S7R)
  - P, avec des prototypes allégés type Le Mans (Audi #1 Infineon R8).

### Circuits
Le jeu comprend 6 circuits réels et 21 circuits imaginaires (dont 10 pour le mode « Autocross ») avec un total de 45 configurations différentes.
Certains de ces circuits sont présents dans Gran Turismo, comme Laguna Seca. Aussi, le circuit de New York emprunte certaines portions communes avec celui de Gran Turismo : ils passent notamment tous deux par Columbus Circle et Times Square. Enfin, chacun des circuits d'Autocross porte le nom d'un avion de chasse.